# Alexandre-Louis de Villeterque
Alexandre-Louis de Villeterque, né à Ligny-en-Barrois le 31 juillet 1759 et mort à Paris le 8 avril 1811, est un écrivain et journaliste français, également auteur dramatique et traducteur, dont le nom est connu surtout pour sa passe d'armes avec le marquis de Sade.

## Sa vie et son œuvre
Après des études de lettres classiques au collège de Metz, il entre à l'âge de seize dans le régiment de Normandie, où son oncle est lieutenant-colonel et où il parvient au grade de capitaine. En 1790, face à l'insubordination de ses hommes gagnés par l'esprit révolutionnaire, il renonce à la vie militaire en faveur de la littérature. Il gagne sa vie en collaborant à divers journaux, dont Le Journal de Paris et L'Observateur français. Il s'essaie sans grand succès au théâtre, où l'une de ses pièces, Le Mari jaloux, tient pendant onze représentations au Théâtre du Marais en 1793. Les deux séries d'essais qu'il rédige ensuite, Les Veillées d'un malade et Les Veillées philosophiques, assurent sa réputation et lui valent d'être élu membre de l'Académie des inscriptions et belles-lettres en 1796.

Sa philosophie du plaisir, très influencée par Rousseau auquel il avait dédié sa comédie Lucinde en 1791, tient en quelques lignes qui pourraient résumer à elles seules un certain idéal romantique : 

« Je ne suis pas, je le vois, destiné à être un grand homme. Eh bien, soit ! je serai heureux, humain et bienfaisant... Je m'occuperai de tout avec paresse ; je jouirai de tout avec délices ; j'écrirai sans prétention ; j'écouterai mon cœur : la réflexion n'efface jamais ce que le sentiment inspire. Je n'attendrai jamais le lendemain, crainte de perdre la veille. Amour, plaisir, étude, projets, raison, sagesse, tout occupera à la fois ma rapide existence. Je veux la parcourir avec une vitesse qui laisse mon avenir même derrière moi. Je voudrais, oui, je voudrais épuiser mes années dans un jour. »

Malgré une tentative du bibliophile Jacob, qui qualifie Les Veillées d'un malade de « chef-d'œuvre inconnu » et les réédita en 1881, son œuvre ne sortit jamais de l'oubli où elle était assez rapidement tombée. Le nom de Villeterque est surtout resté associé à sa polémique avec Sade, dont il avait dénoncé Les Crimes de l'amour dans un article paru en 1800 et auquel Sade avait répondu dans un pamphlet qui fit grand bruit :

« Par le sot compte que Villeterque rend des Crimes de l'Amour, il est clair qu'il ne les a pas lus  ; s'il les connaissait, il ne me ferait pas dire ce à quoi je n'ai jamais pensé  ; il n'isolerait pas des phrases qu'on lui a dictées sans doute, pour, en les tronquant à sa guise, leur donner ensuite un sens qu'elles n'eurent jamais.

Cependant, sans l'avoir lu (je viens de le prouver) Villeterque débute par traiter mon ouvrage de DÉTESTABLE et par assurer CHARITABLEMENT que cet ouvrage DÉTESTABLE, vient d'un homme soupçonné d'en avoir fait un plus HORRIBLE encore. »

Mais la péroraison de Sade qui, après avoir réfuté point par point les critiques du publiciste à l’égard de ses nouvelles, s’en prend directement à son censeur en tant qu’écrivain, en une formule assassine placée dans une note ultime, reste la plus célèbre :

« On ne connaît, Dieu merci  ! de ce gribouilleur, que des Veillées qu'il appelle philosophiques, quoiqu'elles ne soient que soporifiques  ; ramassis dégoûtant, monotone, ennuyeux, où le pédagogue, toujours sur des échasses, voudrait bien qu'aussi bêtes que lui, nous consentissions à prendre son bavardage pour de l'élégance, son style ampoulé pour de l'esprit, et ses plagiats pour de l'imagination  ; mais malheureusement, on ne trouve en le lisant que des platitudes quand il est lui-même, et du mauvais goût quand il pille les autres. »

## Principales publications
Divers
- Zéna, ou la Jalousie et le Bonheur, rêve sentimental (1786)
- Les Veillées d'un malade ou la Fatalité, essai philosophique (1793) Texte en ligne
- Essais dramatiques et autres œuvres (1793). Contient : Zéna, ou la Jalousie et le bonheur. Lucinde, ou les Conseils dangereux. Le Mari jaloux et rival de lui-même. Les Veillées d'un malade, ou la Fatalité.
- Les Veillées philosophiques, ou Essais sur la morale expérimentale et la physique systématique (2 volumes, 1794-1795)
- À Madame *** sur quelques ridicules du moment, épître (1797) Texte en ligne

Théâtre
- Lucinde, ou les Conseils dangereux, comédie en un acte, en prose, représentée le 21 janvier 1791.
- Le Mari jaloux et rival de lui-même, comédie en un acte, en prose, Paris, Théâtre du Marais, 21 février 1793.
- Enguerrand, sire de Rosemont, ou le Solitaire dans la forêt des Ardennes, drame en 2 actes (1793)

Traductions
- Collectif : Lettres athéniennes, ou Correspondance d'un agent du roi de Perse à Athènes, pendant la guerre du Péloponèse (3 volumes, 1803)
- William Godwin : Fleetwood (3 volumes, 1805)